# 13 убийц
«13 убийц» (яп. 十三人の刺客 Дзю:саннин но сикаку) — кинофильм режиссёра Такаси Миикэ, вышедший на экраны в 2010 году. Ремейк одноимённого фильма 1963 года, снятого режиссёром Эйити Кудо.

## Сюжет
Действие происходит в Японии в 1844 году. Жестокий господин Нарицугу, брат сёгуна, приобретает в стране всё большее влияние и власть. Это грозит ей хаосом, разорением и даже ставит под угрозу существование самой системы сёгуната. Советник сёгуна господин Дои после долгих раздумий решает начать действовать и поручает надёжному и опытному самураю Синдзаэмону Симаде ликвидировать опасного властителя. Синдзаэмон собирает команду из двенадцати бойцов, достаточно хорошо владеющих отживающим искусством фехтования, и вырабатывает план нападения. Оно должно состояться во время поездки Нарицугу из Эдо в его владения в сопровождении большой свиты. Теперь основной задачей становится необходимость уравнять преимущество врага в количестве воинов.

## В ролях
- Кодзи Якусё — Синдзаэмон Симада
- Такаюки Ямада — Синрокуро, племянник Синдзаэмона
- Масатика Итимура — Хамбэй Кито
- Горо Инагаки — господин Нарицугу Мацудайра
- Юсукэ Исэя — Коята, 13-й убийца из леса
- Микидзиро Хира — господин Дои Тосицура
- Хироки Мацуката — Куранага

## Награды и номинации
- 2010 — фильм участвовал в основном конкурсе Венецианского кинофестиваля и получил специальное упоминание Future Film Festival Digital Award.
- 2011 — премия Asian Film Awards за лучшую работу художника (Юдзи Хаясида), а также четыре номинации: лучший режиссёр (Такаси Миикэ), лучший актёр (Кодзи Якусо), лучший монтаж (Кэндзи Ямасита), лучшие костюмы (Кадзухиро Саватаиси).
- 2011 — четыре премии Японской киноакадемии: лучшая операторская работа (Нобуясу Кита), лучшая работа художника (Юдзи Хаясида), лучшее освещение, лучший звук (Дзюн Накамура); а также шесть номинаций: лучший фильм, лучший режиссёр (Такаси Миикэ), лучший актёр (Кодзи Якусё), лучший монтаж (Кэндзи Ямасита), лучший сценарий (Дайсукэ Тэнган), лучшая музыка (Кодзи Эндо).